# Абдуллін Анвар Абдуллінович
Анвар Абдуллінович Абдуллін (башк. Абдуллин Әнүәр Абдулла улы, тат. Әнвәр Габдулла улы Габдуллин; 23 травня [5 червня] 1917, Стародюмеєво, Уфимская губернія, Російська імперія — 28 жовтня 2002, Уфа, Республіка Башкортостан, Російська Федерація) — радянський старший сержант, учасник Другої світової і Радянсько-японської війни. Герой Радянського Союзу (1945). Член КПРС з 1943 року.
Командир гармати 846-го артилерійського полку 277-ї стрілецької дивізії (5-та армія, 3-й Білоруський фронт), особливо відзначився в бою 21 серпня під селом Клепи в Литві, в ході якого його розрахунок підбив два танки і зірвав наступ противника.

## Біографія

### Ранні роки
Анвар Абдуллінович Абдуллін народився 5 червня 1917 року в селі Стародюмеєво Белебеєвського повіту Уфимської губернії (нині — село Дюмеєво Ілішевського району Башкортостану) в сім'ї селянина. За національністю татарин. У сімнадцятирічному віці закінчив Давлекановське фабрико-заводське училище. Навчався в кооперативному технікумі в Уфі. Після закінчення технікуму працював помічником майстра на Буздяцькому маслозаводі.
У 1939 році призваний на службу в Робітничо-селянську Червону Армію Туймазинським райвійськкоматом. Служив у Монголії в частинах 57-ї танкової дивізії. З червня 1941 року на фронтах Другої світової війни.
Брав участь у боях на Карельському, Західному, Сталінградському, Донському і 3-му Білоруському фронтах. Також брав участь в обороні Києва, боях за Москву і Сталінград. В 1943 році вступив в КПРС. У 1944 — 1945-му роках брав участь у Білоруській, Прибалтійській і Східно-Прусській наступальних операціях. За час війни чотири рази поранений. Кінець війни зустрів у Східній Пруссії.

### Подвиг
21 серпня 1944 року в районі села Клепи, західніше міста Каунас (Литовська РСР), старший сержант Анвар Абдуллін відзначився при відбитті атаки противника. Вогневу позицію батареї атакували 16 танків, 25 бронетранспортерів і до полку піхоти гітлерівців. Відкривши вогонь по противнику, обслуга Абдулліна підбила головний танк, а решта стали обходити батарею з флангів, загрожуючи оточенням. Під сильним артилерійським і кулеметним вогнем противника Анвар Абдуллінович і його обслуга перемістили гармату на більш вигідну позицію за 300 метрів від первісної, з якої почали вести вогонь по танках, що заходили в тил, а склад обслуги, зайнявши оборону, відбивав атаки ворожої піхоти з особистої зброї. Підбивши другий танк, Анвар Абдуллін став вести вогонь прямо по піхоті противника, що перебувала на відстані 300—500 метрів. В результаті бою гітлерівці відійшли на вихідні позиції, втративши два танки й до 200 солдатів і офіцерів. Батарея позицію утримала.
Указом Президії Верховної Ради СРСР від 24 березня 1945 року старшому сержанту Анвару Абдулліновичу Абдулліну присвоєно звання Героя Радянського Союзу з врученням медалі «Золота Зірка» і ордена Леніна.

### Подальша життя
У серпні 1945 року брав участь у Радянсько-японській війні в частинах армії 1-го Далекосхідного фронту, воював у Маньчжурії. Після закінчення війни в липні 1946 року повернувся в Башкирію. З 1948 по 1959 роки працював по партійній лінії в Буздяцькому і Кармаскалинському райкомах КПРС. У 1960 році Анвар Абдуллін закінчив Вищу партійну школу при ЦК КПРС. У тому ж році працював секретарем Радянського РК КПРС. З 1959 року аж до виходу на пенсію в 1986 році працював на Уфимському заводі гумових технічних виробів імені M.B. Фрунзе. У 1963 році призначений начальником цеху, а в 1970 році заступником директора, а потім працював у штабі цивільної оборони заводу.
Анвар Абдуллінович Абдуллін помер 28 жовтня 2002 року, похований в Уфі на Південному кладовищі.

## Нагороди
- Герой Радянського Союзу (24 березня 1945):
  - Медаль «Золота Зірка»
  - Орден Леніна
- Орден Жовтневої Революції (1971)
- Орден Вітчизняної війни I ступеня (6 квітня 1985)[12]
- Орден Вітчизняної війни II ступеня (24 березня 1945)[13]
- Орден Червоної Зірки (8 квітня 1944)[14]
- Медалі СРСР:
  - Медаль «За відвагу» (10 лютого 1943)[15]
  - Медаль «За оборону Сталінграда»
- Почесна грамота Республіки Башкортостан (13 червня 1997)[16]

## Пам'ять
В Уфі на будинку № 23 на бульварі Ібрагімова, де жив Анвар Абдуллінович, встановлена меморіальна дошка. У 1997 році В селі Дюмеєво на вулиці Радянській, де знаходився його отчий дім, встановлено пам'ятний знак: «На цій вулиці знаходився будинок, в якому народився і виріс Герой Радянського Союзу Абдуллін Анвар Абдуллінович».
14 липня 2007 року в селі Верхнєяркеєво урочисто відкрита меморіальна дошка. Також в честь героя названа вулиця. 14 вересня 2015 року в рідному селі Анвара Абдулліна, на будівлі школи, в якій він навчався, встановлено меморіальну дошку.